# Xenopholis
Xenopholis — рід змій родини полозових (Colubridae). Представники цього роду мешкають в Південній Америці.

## Види
Рід Xenopholis нараховує 3 види:
- Xenopholis scalaris (Wucherer, 1861)
- Xenopholis undulatus (Jensen, 1900)
- Xenopholis werdingorum Jansen, L. Álvarez & Köhler, 2009

## Етимологія
Наукова назва роду Xenelaphis походить від сполучення слів дав.-гр. ξενος — чужий і φολις — рогова луска.